# Kai-n-Tiku-Aba
 Kai-n-Tiku-Aba (el árbol de muchas ramas") es un sagrado árbol de la mitología kiribatiana, en Kiribati; el cual se dice estaba localizado en Samoa. Este árbol es un árbol mundo y los antepasados de hombre vinieron una de sus ramas, por lo que era llamado también el árbol de los ancestros. Kai-n-Tiku-Aba se habría formado de la espina dorsal de un hombre llamado Na Abitu; pero Koura-Abi, un hombre destructivo, quebró el árbol. Este hecho significaba que la tierra está preparada ahora para recibir a los humanos. Fue así como se dice que las personas de samoa que se volvieron violentas y decidieron esparcirse por el mundo.  
Este mito explica por qué los I-Kiribati habrían emigrado a Kiribati desde Samoa
- Datos: Q634176